# ТЕЦ (Інкерман)
ТЕЦ, або Селище ТЕЦ, ГРЕС — район міста Інкерман, колишнє селище.
Розташований на заході міста, біля Севастопольскої ТЕЦ, від якої і отримав свою назву. 
Основні вулиці: Турбинна, Яблочкова. Остання - на честь винахідника-електротехніка Павла Яблочкова.
У районі є школа та дитячий садок, невеликий магазин, відділення пошти та навіть музична школа, що працює з 1960-х років і користується успіхом.